# Saarijärvi (sjö i Kaavi, Norra Savolax)
Saarijärvi är en sjö i kommunen Kaavi i landskapet Norra Savolax i Finland. Sjön ligger 117,4 meter över havet. Den är 8,72 meter djup. Arean är 2,54 kvadratkilometer och strandlinjen är 20,35 kilometer lång. Sjön  ingår i Vuoksens huvudavrinningsområde.   Den ligger omkring 63 kilometer öster om Kuopio och omkring 370 kilometer nordöst om Helsingfors. 
I sjön finns bland andra öarna Sikosaari, Ukonsaari och Lokkisaari. Nordöst om Saarijärvi ligger Keski-Musti och Saarijärvi ligger norr om Syrjäjärvi. 